# 安颐
安颐（1831年—1890年），字则久，江苏无锡人，太学出身，历任山西太原府同知、泽州府同知、太原府知府，官至山西雁平兵备道加三级。著有《晋政辑要》。

## 简介
在张之洞出任山西巡抚期间，曾先在善后局任职，后经张之洞举荐，总办清源局事务。张之洞对其评价“平日居官亦属勤慎”。

## 家族
父，安诗，户部兼吏部掌印给事中。岳父，金畇善，山西潞安府知府。仲弟，安颢，河南归德府通判。女婿，刘愈，光绪十二年进士。